# 東岩瀨站
東岩瀨站（日语：／ Higashi-Iwase Eki */?）是位於富山縣富山市岩瀨御藏町，富山地方鐵道富山港線的電車站。車站編號為C37。

## 歷史
- 1924年（大正13年）9月20日 - 富岩鐵道（日语：富岩鉄道）越中岩瀨站啟用，當時車站位於富山縣上新川郡東岩瀨町（日语：東岩瀬町）大字西之宮[2]。當時為旅客車站[3]。此站在旅客要求下建成，這是由於岩瀨港站的位置對於乘客比較不便[4]。
- 1929年（昭和4年）5月10日 - 營業範圍修正，開始處理貨物[3]。這是隨著東岩瀨町內開始發展工業區，貨運需求量要增設[5]。
- 1936年（昭和11年）12月27日 - 此站至高等學校前站之間開設西之宮信號場[6]。
- 1939年（昭和14年）2月8日 - 此站至高等學校前站之間的西之宮信號場處開設日滿工場前站[3]。
- 1941年（昭和16年）12月1日 - 在公司合併後，成為富山電氣鐵道富岩線車站[7]。
- 1943年（昭和18年）
  - 1月1日 - 公司改名，成為富山地方鐵道富岩線車站[7]。
  - 6月1日 - 被國有化，成為鐵道省（國鐵）富山港線車站[8][7]。當時車站為一般車站[8]。
- 1950年（昭和25年）5月20日 - 車站改名為東岩瀨站[9]。同時，北陸本線東岩瀨站改名為東富山站[9]。
- 1969年（昭和44年）10月1日 - 營業範圍修正，車站不再處理到達的手提行李和小型行李[10]。
- 1972年（昭和47年）10月2日 - 營業範圍修正，車站只處理旅客和於專用線到發的車載貨物[11]。
- 1984年（昭和59年）2月1日 - 營業範圍修正，車站不再處理於專用線到發的車載貨物[12]。
- 1987年（昭和62年）4月1日 - 伴隨國鐵分割民營化，車站由西日本旅客鐵道（JR西日本）營運[3]。
- 2006年（平成18年）
  - 3月1日 - 車站廢止[7]。
  - 4月29日 - 富山輕軌接管富山港線，此站重開[7]。
- 2020年（令和2年）2月22日 - 隨著富山輕軌被富山地方鐵道收費合併，成為富山地方鐵道的電車站[13][14]。

## 車站構造
電車站是地面車站，設有2面1線的相對式月台（千鳥式月台）。兩月台之間間隔平交道。月台為低地台，月台上設有上蓋。

### 月台
| 月台 | 路線      | 方向       |
| ---- | --------- | ---------- |
| 1    | ■富山港線 | 岩瀨濱方向 |
| 2    | ■富山港線 | 富山站方向 |

### JR富山港線時代
當時為地面車站，設有1面1線的單式月台。在設有貨運業務的時代，車站大樓對面設有一些側線用作停泊貨車。
木製車站大樓於1924年（大正13年）竣工，大樓的特點是有大窗框。在富山輕軌接管富山港線，所有車站大樓均被拆毀。但是富山輕軌保留了此車站大樓，同時保留了月台。在車站大樓內部還有當時的檢票口和白熾燈，大樓內展示了當時的相片。在2010年（平成22年）1月26日，富山縣教育委員會選定此車站大樓為富山近代歷史遺產百選之一。後本大樓變成了休憩所，在2016年（平成28年）7月9日起成為了岩瀨地區之老人交流沙龍，大樓內設有小廚房和卡拉OK等設備。另外，在2007年（平成19年）商店和車長室進行了翻新，此站增設了廁所。
此站至大廣田站（現時：萩浦小學校前站）之間的站距只有450米，在日本國有鐵道旅客鐵路線中最短站距。

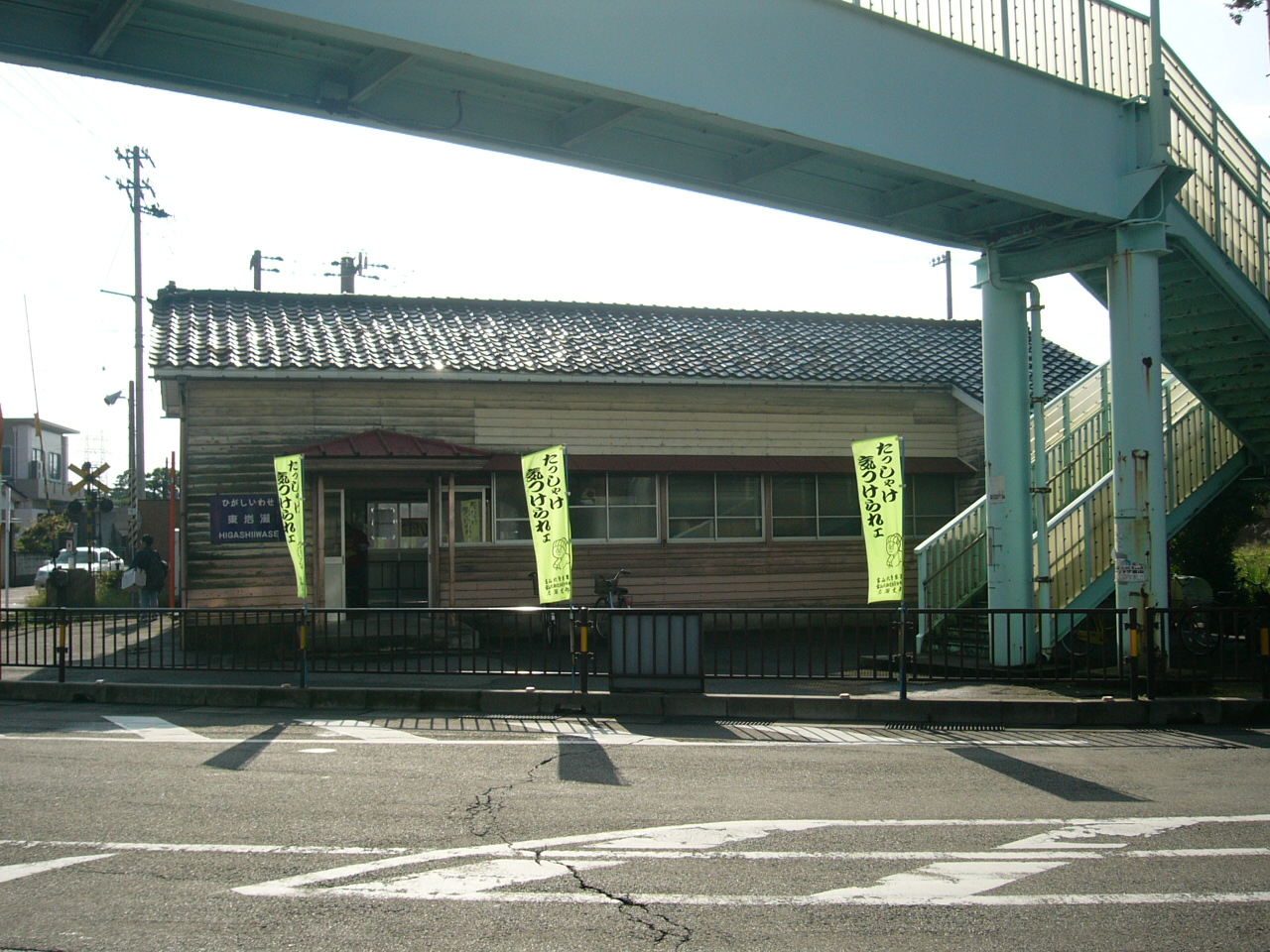
JR時代的東岩瀨站 （2005年（平成17年）10月）
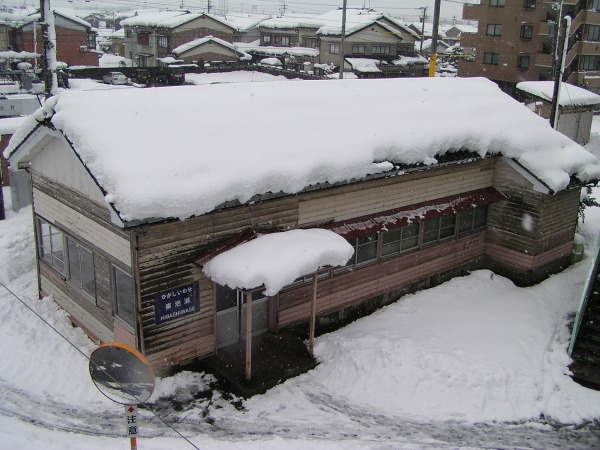
JR時代最後冬天 （2005年（平成17年）12月）
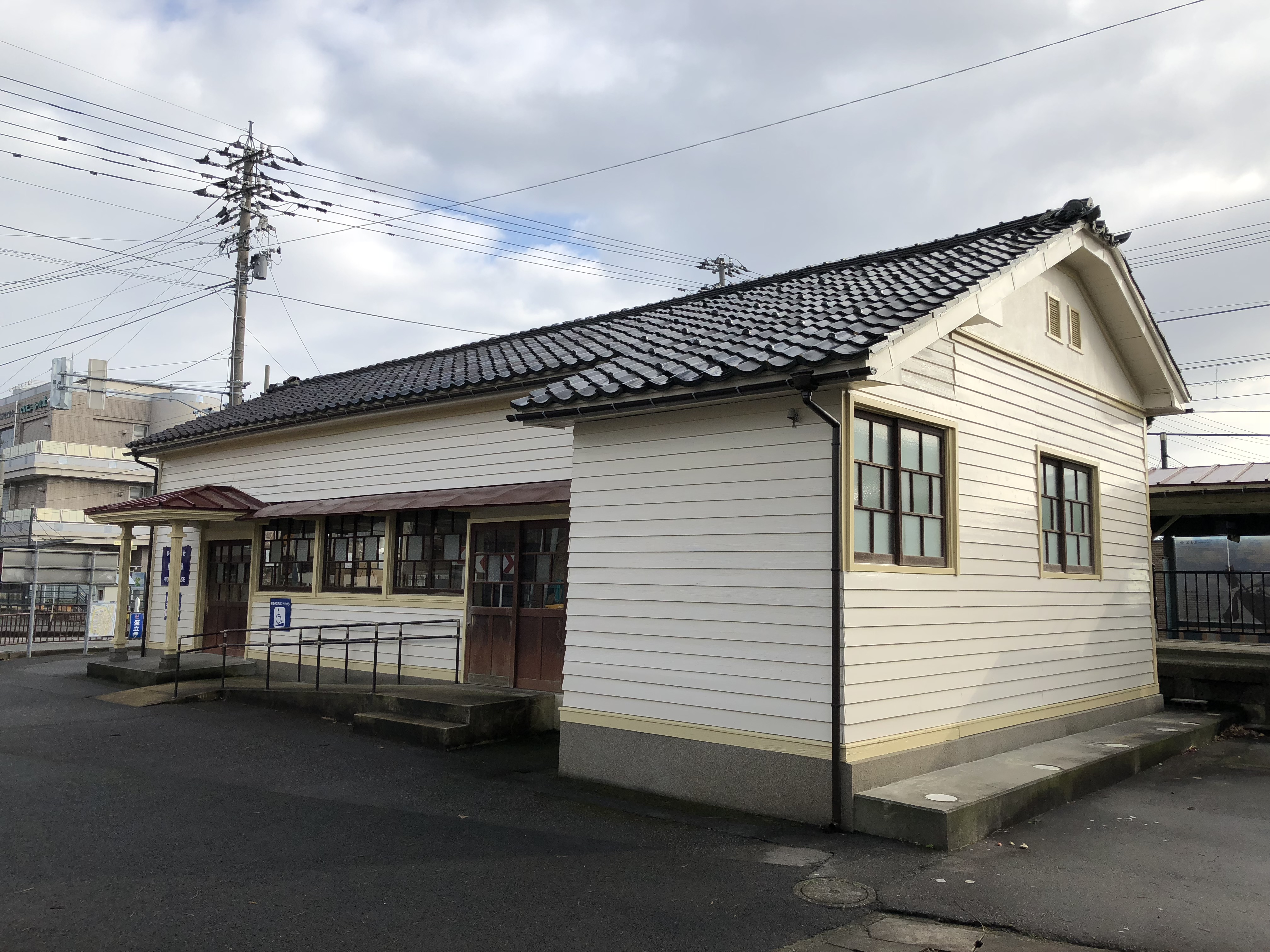
舊車站大樓（2018年1月）
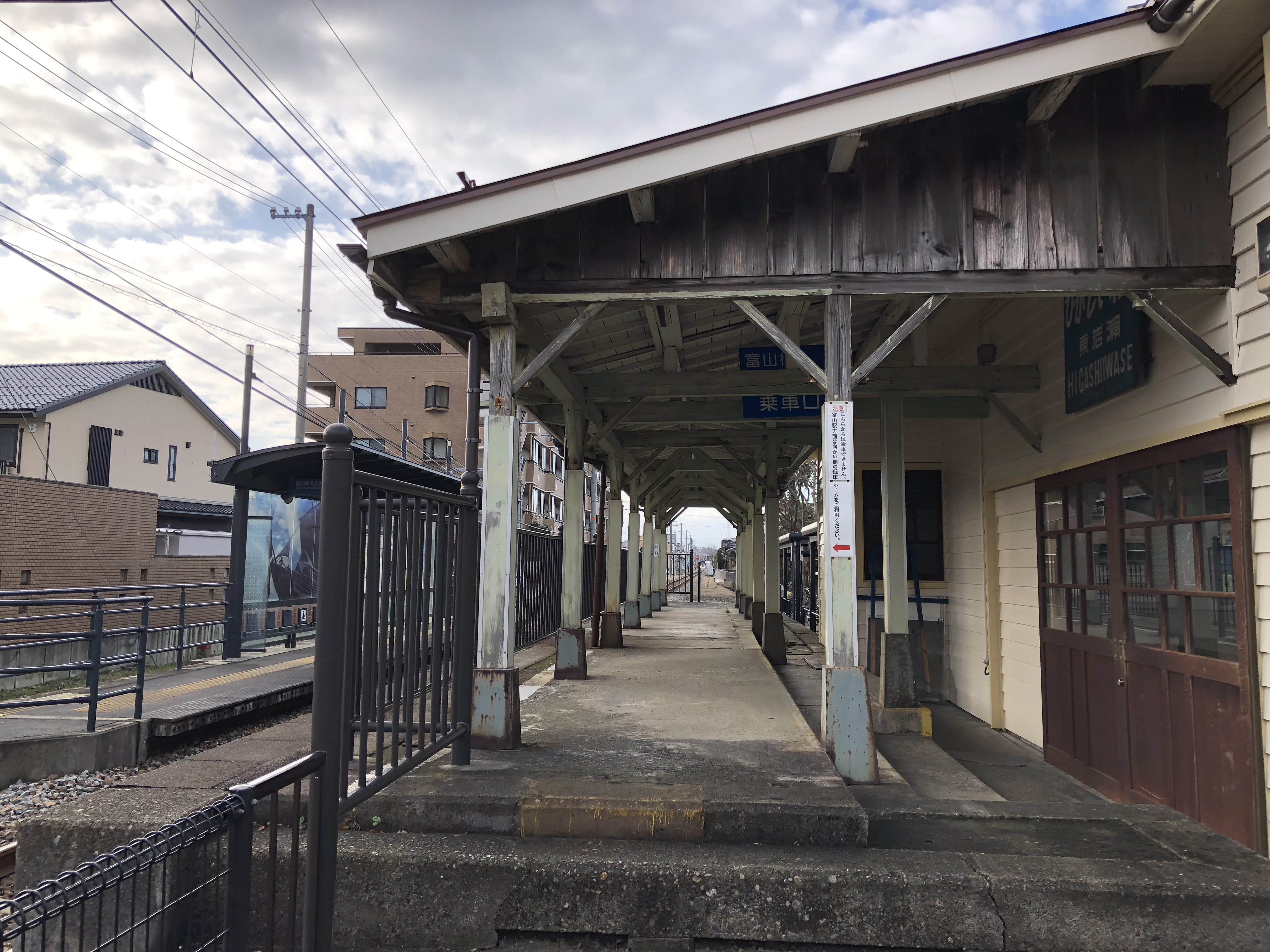
舊月台（2018年1月）
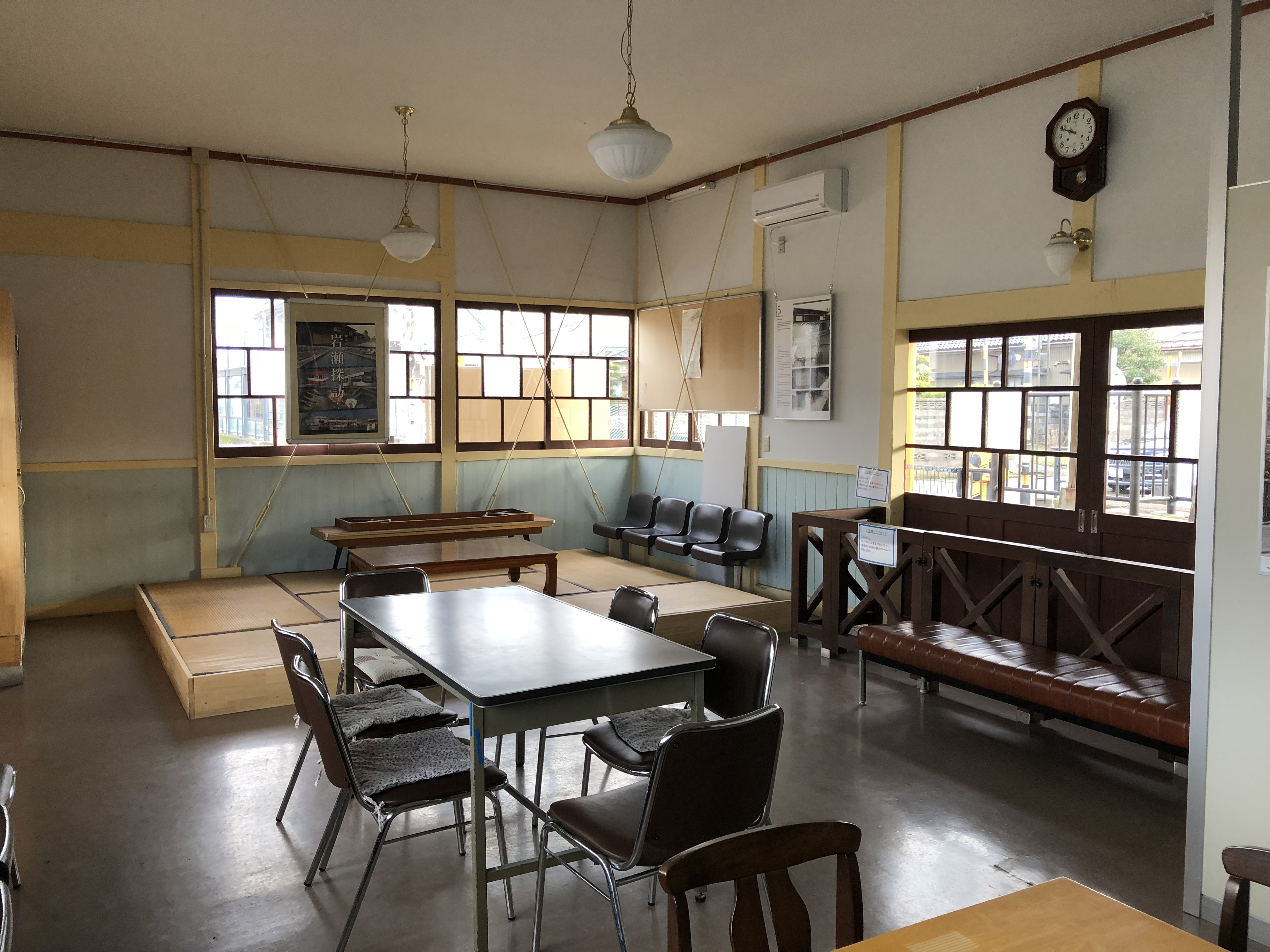
舊車站大樓內（2018年1月）

## 貨物起卸

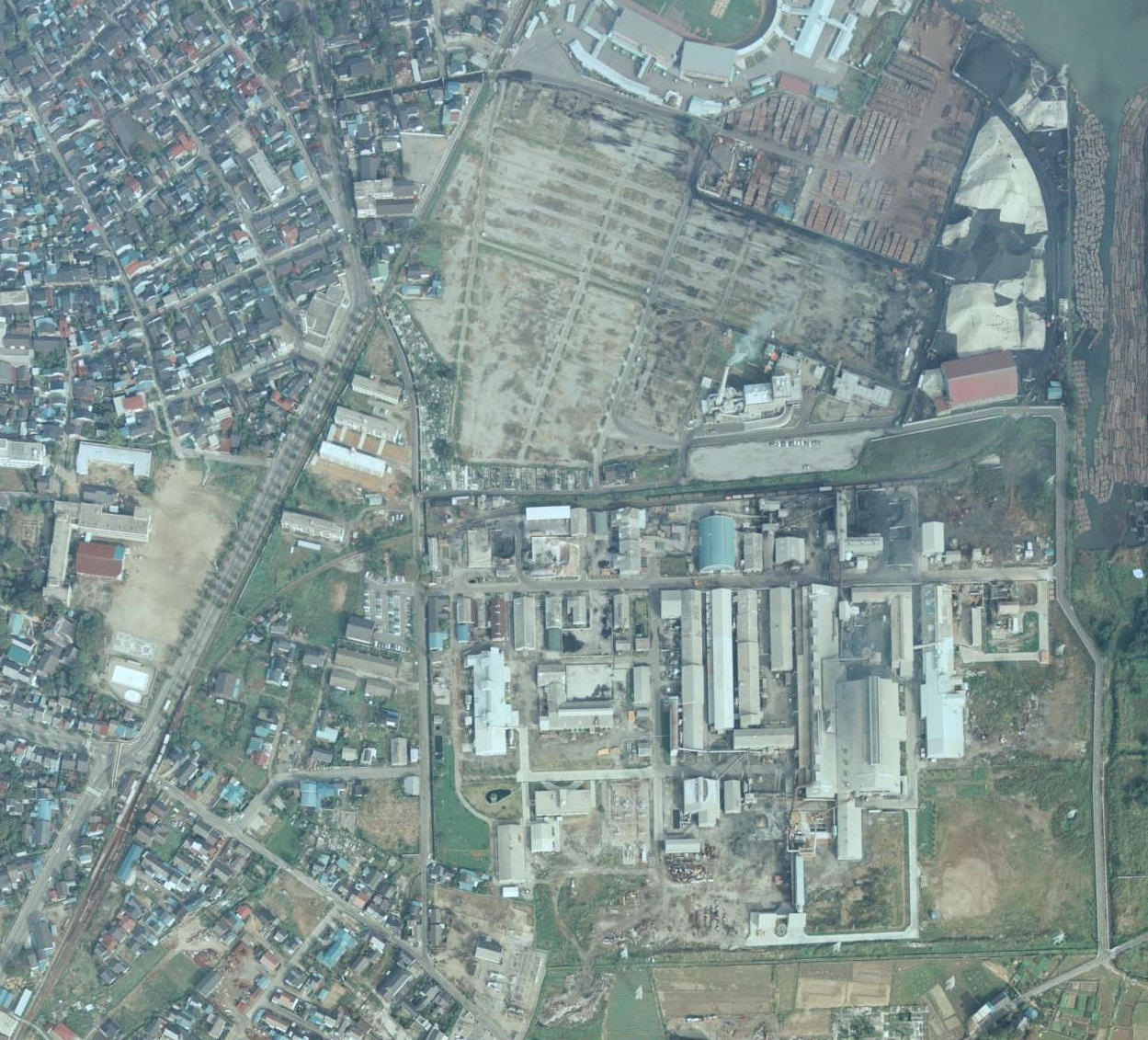
1975年（昭和50年）10月16日的車站周邊航空照片

此站在1984年（昭和59年）2月1日起終止處理貨物。
在1951年（昭和26年）12月15日《鐵道公報》第732號通報「關於專用線一覧（營業局）」別表中，設有以下連接此站的專用線。
- 日曹製鋼線（第三者使用：日本通運和富山通運，動力：日本國鐵機車與手推，作業里程：0.6公里）

截至1970年（昭和45年）10月1日，設有以下連接此站的專用線。
- 大平洋金屬線（物流公司等：日本通運和富山通運，動力：日本國鐵機車、移動機車和手推，作業里程：0.7公里、0.4公里（機車），總延長里程：0.8公里）
- 富山港灣運送（動力：日本國鐵機車和私家機車，作業里程：1.0公里、0.4公里（機車），總延長里程：0.7公里，備註：連接大平洋金屬線）

截至1983年（昭和58年）4月1日，設有以下連接此站的專用線。
- 大平洋金屬線（物流公司等：日本通運和富山通運，動力：日本國鐵機車、移動機車和手推，作業里程：0.7公里、0.4公里（機車），總延長里程：0.8公里）
- 富山港灣運送（動力：日本國鐵機車和私家機車，作業里程：1.0公里、0.4公里（機車），總延長里程：0.7公里，備註：連接大平洋金屬線）

## 使用狀況
根據《富山縣統計年鑑》，以下為各年度一日平均乘車人次：
| 年度               | 1日平均 乘車人次 |
| ------------------ | ---------------- |
| 2005年（平成17年） | 75               |
| 2004年（平成16年） | 71               |
| 2003年（平成15年） | 80               |
| 2002年（平成14年） | 94               |
| 2001年（平成13年） | 101              |
| 2000年（平成12年） | 122              |
| 1999年（平成11年） | 136              |
| 1998年（平成10年） | 155              |
| 1997年（平成9年）  | 177              |

## 車站周邊
- 富山市立岩瀨小學（日语：富山市立岩瀬小学校）
- 富山市立圖書館（日语：富山市立図書館）岩瀨分館
- 富山市岩瀨地區中心
- 北前船回船問屋 森家（國家指定重要文化財）
- 大平洋藍達姆岩瀨工場
- 三菱化學（日语：三菱ケミカル）富山事業所

## 相鄰電車站
富山地方鐵道
■富山港線
萩浦小學校前（C36）－東岩瀨（C36）－競輪場前（C38）

## 注腳
1. ↑  .   [2021年4月19日]. （原始内容存档于2021年3月5日） （日语）.
2. ↑  《官報》（769頁），1924年（大正13年）9月30日，內閣印刷局
3. 1 2 3 4 5  石野哲，《停車場変遷大事典　国鉄・JR編II》（162頁），1998年（平成10年）10月，JTB
4. ↑  「ありがとう富山港線、こんにちはポートラム」編集委員編，《ありがとう富山港線、こんにちはポートラム》（28頁），2006年（平成18年）5月，TC出版
5. ↑  「ありがとう富山港線、こんにちはポートラム」編集委員會編，《ありがとう富山港線、こんにちはポートラム》（37頁），2006年（平成18年）5月，TC出版
6. ↑  《官報》（426頁），1937年（昭和12年）1月20日，大藏省印刷局
7. 1 2 3 4 5  今尾惠介監修，《日本鉄道旅行地図帳 全線・全駅・全廃線 6号》（35頁），2008年（平成20年）10月，新潮社
8. 1 2  昭和18年鉄道省告示第119号（《官報》，1943年（昭和18年）5月25日，大藏省印刷局）
9. 1 2  「日本國有鐵道公示第89號」《官報》1950年5月8日（國立國會圖書館數碼化收藏）
10. ↑  昭和44年日本國有鐵道公示第309號（《官報》，1969年（昭和44年）10月1日，大藏省印刷局）
11. ↑  昭和47年日本國有鐵道公示第261號（《官報》，1972年（昭和47年）10月2日，大藏省印刷局）
12. 1 2  昭和59年日本國有鐵道公示第174號（《官報》，1984年（昭和59年）1月30日，大藏省印刷局）
13. ↑  . 日本経済新聞. 2020-02-21  [2020-02-22]. （原始内容存档于2020-02-22） （日语）.
14. ↑  . 日本経済新聞. 2019-10-01  [2020-02-22]. （原始内容存档于2019-10-05） （日语）.
15. 1 2  川島令三，《中部ライン 全線・全駅・全配線第7巻 富山・糸魚川・黒部エリア》（18和86頁），2010年（平成22年）10月，講談社
16. ↑  児童に踏切の渡り方指導 富山ライトレール （页面存档备份，存于）（日語） - 2014年（平成26年）9月22日，北日本新聞社
17. ↑  室哲雄，「日本初の本格的なLRTの導入・その成果と今後の展開――富山県富山市――」，《IATSS review》第34卷2號所收，2009年（平成21年）8月，國際交通安全學會
18. ↑  相賀徹夫，《国鉄全線各駅停車7 北陸・山陰510駅》（173頁），1984年（昭和59年）1月，小學館
19. ↑  富山縣教育委員會生涯學習，文化財室編，《富山之近代歷史遺產》（37頁），2010年（平成22年）3月，富山縣教育委員會生涯學習、文化財室
20. 1 2 3  9.旧東岩瀬駅舎[]（日語） - 2013年（平成25年）9月19日，北日本新聞社
21. ↑  白岩砂防など106件 富山県教委、近代歴史遺産選定[]（日語） - 2010年（平成22年）1月27日，北日本新聞社
22. ↑  岩瀬元気サロンが移転 （页面存档备份，存于）（日語） - 2016年（平成28年）7月9日，北日本新聞社
23. ↑  「数字で見る国鉄」，《R》第19卷第1號所收，1977年（昭和52年）1月，交通協力會
24. ↑  「ありがとう富山港線、こんにちはポートラム」編集委員會編，《ありがとう富山港線、こんにちはポートラム》（97頁），2006年（平成18年）5月，TC出版
25. ↑  名取紀之、瀧澤隆久編，《トワイライトゾ～ン・マニュアル8》（《レイル・マガジン》第16卷15號），1999年（平成11年）11月，Neko出版
26. ↑  日本國有鐵道貨物局編，《専用線一覧表 昭和45年10月1日》（213頁），1970年（昭和45年），日本國有鐵道貨物局
27. ↑  名取紀之編，《トワイライトゾ～ン・マニュアル6》（《Rail Magazine》別卷）第14卷第17號，1997年（平成9年）10月，Neko出版
28. ↑  統計年鑑 （页面存档备份，存于）（日語） - 富山縣

## 外部連結
- 東岩瀨站 時間表PDF（日語） - 富山地方鐵道
- 東岩瀨站（日語） - 西日本旅客鐵道（存檔）